# Mazury (Hajnówka)
Osiedle Mazury – część miasta Hajnówka położona między linią kolejową do Cisówki i linią do Bielska Podlaskiego. Znajdują się na nim 24 bloki o łącznej powierzchni użytkowej 30 146 m².

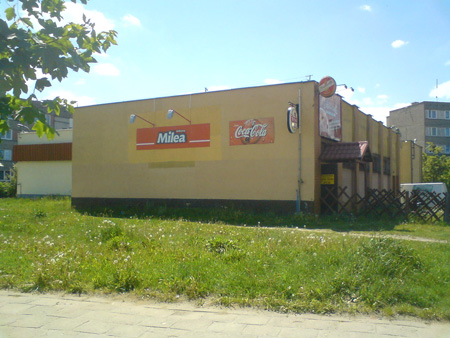
Pawilon Handlowy – osiedle Mazury

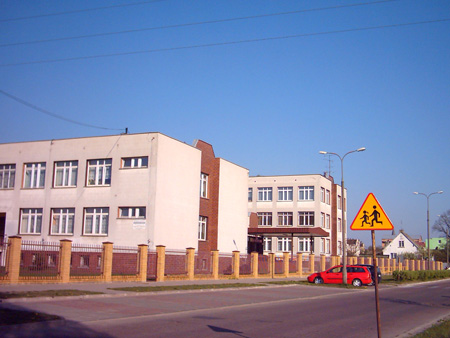
Zespół Szkół nr. 6 – osiedle Mazury

## Nazwa
Nazwa osiedla pochodzi od mieszczącej się na tych terenach dawnej wsi Mazury przyłączonej do Hajnówki po 1945 r. Wieś przybrała nazwę od pierwszych osadników pochodzących z terenów Mazowsza (w dawnej polszczyźnie Mazur to mieszkaniec Mazowsza). Do osiedla przylegają ulice mające nazwę Mazury i Mazurska.

## Historia
Wieś Mazury przyłączono do Hajnówki po roku 1945. W latach 1984–1992 na łąkach należących do dawnej wsi wybudowano osiedle. Bloki 2, 3, 4 piętrowe wykonane z tzw. wielkiej płyty, w latach 2007-2008 większość z nich ocieplono styropianem. Wraz z budową nowego osiedla wybudowano też sklep spożywczo-przemysłowy. W 1994 oddano do użytku Szkołę Podstawową nr. 6 mieszczącą się przy ul. Nowowarszawskiej (na obrzeżach osiedla). Na terenie tym znajduje się też wieża ciśnień. Obok toru kolejowego przy ul. Warszawskiej znajduje się domek dróżnika z 1906.

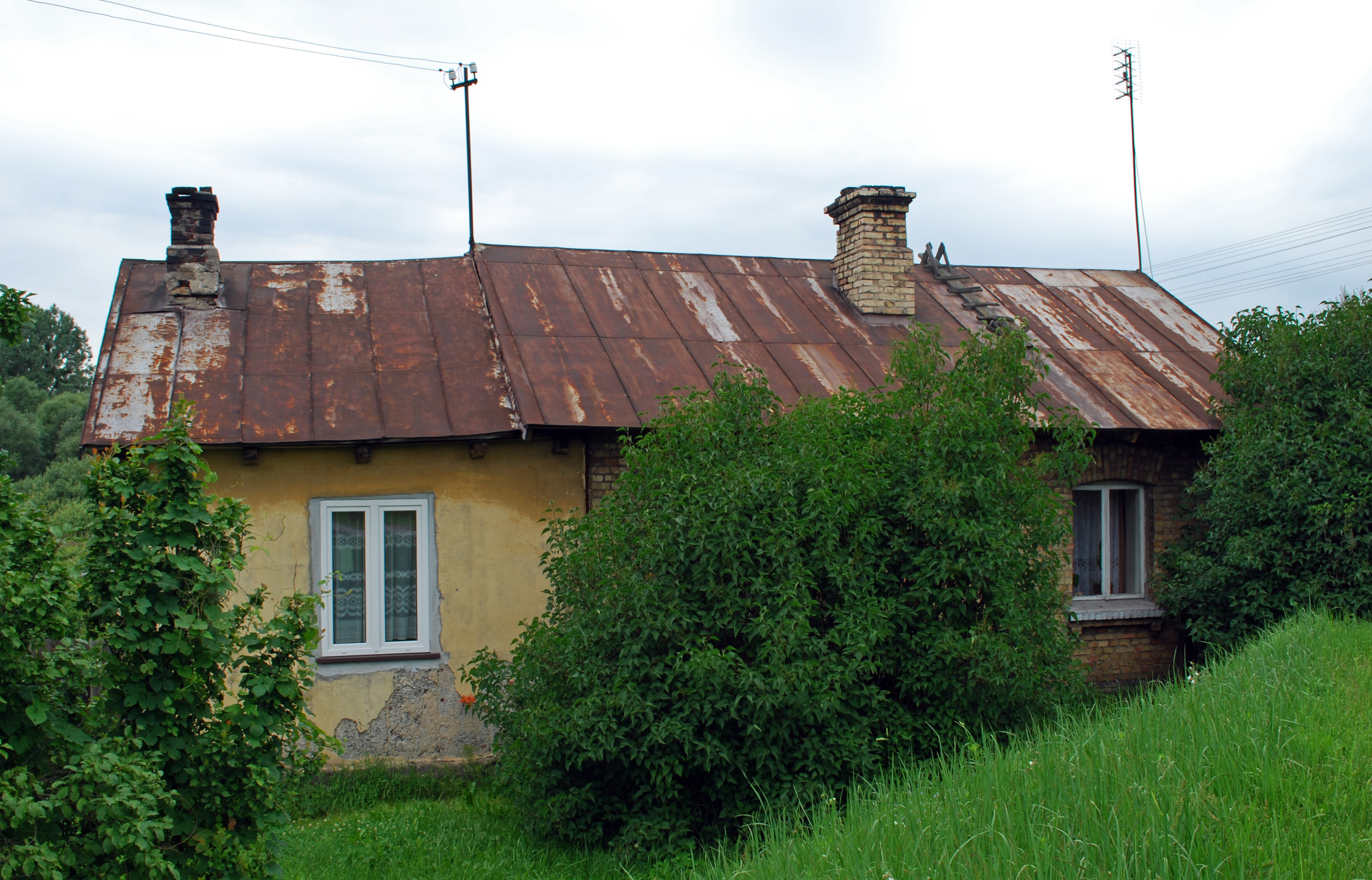
Dom dróżnika wybudowany w 1906 roku

## Ulice
Bielska, Krzywa, Mała, Mazurska, Mazury, Nowowarszawska, Skarpowa, Warszawska